# Diogo Verdasca
Diogo Sousa Verdasca (Guimarães, 26 ottobre 1996) è un calciatore portoghese, difensore svincolato.

## Caratteristiche tecniche
È un difensore centrale.

## Carriera

### Club
Cresciuto nel settore giovanile del Porto, il 9 agosto 2015 ha esordito fra i professionisti con la seconda squadra del club portoghese disputando il match di Segunda Liga perso 2-1 contro il Portimonense.
Il 17 luglio 2017 è stato acquistato dal Real Saragozza.

### Nazionale
Ha giocato nelle nazionali giovanili portoghesi Under-16, Under-17, Under-18, Under-19 ed Under-20.